# TSOP (The Sound of Philadelphia)
TSOP (The Sound of Philadelphia) est un enregistrement à succès du groupe MFSB, avec des chœurs par The Three Degrees, paru en 1974. Ce morceau emblématique du style Philadelphia soul est écrit par Kenneth Gamble et Leon Huff pour servir de générique à l'émission de télévision musicale américaine Soul Train, spécialisée dans les prestations d'artistes afro-américains. Le single est sorti sur le label Philadelphia International. C'est la première chanson thème de télévision à atteindre le numéro 1 dans le Billboard Hot 100, et c'est sans doute la première chanson disco à atteindre cette position.

## Histoire
La chanson est essentiellement une pièce instrumentale, mettant en vedette un mélange luxuriant de cordes et de cuivres dans le style soul de Philadelphie. La chanson ne comporte que deux parties vocales : un passage proche du début au cours duquel les Three Degrees chantent « People all over the world! » ; et le refrain « Let's get it on / It's time to get down » à la fin du morceau. Les mots « People all over the world! » ne sont toutefois pas entendus dans le single original. La version enregistrée pour Soul Train comporte également le titre de la série chanté sur les quatre premières notes de la mélodie, « Soul Train, Soul Train ». Cette version particulière est parue sur l'album International des Three Degrees en 1975.
TSOP est enregistré par MFSB au Sigma Sound Studios de Philadelphie, avec Joe Tarsia pour ingénieur du son et des arrangements par Bobby Martin. Earl Young (batterie), Ronald Baker (basse), Norman Harris (guitare) et Leon Huff (orgue) sont les musiciens du morceau, accompagnés par le Philadelphia Symphony Orchestra pour les violons et les cuivres. La chanson est utilisée comme générique de Soul Train pour la première fois le 27 octobre 1973, en remplacement de Hot Potatoes de King Curtis. TSOP (The Sound of Philadelphia) sort sur le second album de MFSB, Love is the Message, en décembre 1973, puis paraît en single le 6 février 1974. 
Le single est numéro 1 aux États-Unis dans le classement Hot 100 du magazine Billboard au printemps 1974 et y reste pendant deux semaines. C'est la première chanson thème télévisée à y parvenir dans l'histoire de ce classement. Elle domine également les palmarès R&B (pendant une semaine) et Hot Adult Contemporary (pendant deux semaines). The Three Degrees culminent à nouveau en haut du classement AC plus tard en 1974 avec leur single à succès, When Will I See You Again.
Don Cornelius, le créateur et animateur de Soul Train, interdit toute référence au nom de la série télévisée lors de la sortie du single, conduisant Gamble et Huff à adopter le titre alternatif TSOP pour la sortie. Cornelius admettra plus tard que ne pas permettre au single d'être intitulé Soul Train était une erreur majeure de sa part (en conséquence, le chant du titre de l'émission Soul Train par les Three Degrees dans le refrain, tel qu'il est entendu sur la version TV, ne figure pas sur le single).
Bien qu'il soit réenregistré un certain nombre de fois pour les futures versions du show, et que différents thèmes soient utilisés à la fin des années 1970 et au début des années 1980, TSOP fait son retour à la fin des années 1980 et reste la chanson thème de Soul Train à travers les époques de la musique afro-américaine, de la disco à  la néo soul, en passant par le R&B des années 1980, le new jack swing, le hip-hop.

## Reprises et samples
« TSOP » est repris par le groupe de Wilson Pickett, en ouverture de son album Live in Japan (1974). Le groupe britannique Dexys Midnight Runners l'enregistre pour la face B de la version maxi 45 tours du single Jackie Wilson Said en 1982. Le morceau est publié ensuite sur la version remasterisée de l'album Too-Rye-Ay. Le groupe l'utilise également pour ouvrir certains de leurs concerts.
Un autre remake de la chanson est réalisé en 1978 par le groupe de reggae Inner Circle, qui a une tradition de reprises de chansons soul américaines dans le style décontracté du reggae de la fin des années 1970.
Deux autres reprises sont réalisées en 1987 (par George Duke) et 1999 (par Sampson) ; les deux versions sont utilisées comme générique de Soul Train. Le thème de 1999 est utilisé jusqu'au dernier épisode de l'émission en 2006.
En 1979, le titre Rhythm Talk de Jocko Henderson, le premier rap enregistré à Philadelphie, contient des samples de TSOP. En 1998, le groupe allemand BMR avec la chanteuse néerlandaise Felicia Uwaje sample le morceau dans son single Check It Out.
Une mélodie similaire est utilisée dans le manga Haré + Guu.

## Utilisations de la chanson
La chanson est jouée au Citizens Bank Park de Philadelphie avant chaque match à domicile de l'équipe de baseball les Phillies. La chanson est également jouée après les matchs à domicile à l'Empire Stadium des footballeurs les Whitecaps de Vancouver à la fin des années 1970 et au début des années 1980, puis ceux des Vancouver 86ers à la fin des années 1980 et au début des années 1990. L'intro de la chanson est également utilisée pour servir de jingle à tous les matchs de basket des 76ers de Philadelphie diffusés sur la radio WCAU-AM entre le milieu et la fin des années 1970 et aussi pour la pause publicitaire lors des matchs de NBA sur CBS Sports du début des séries éliminatoires de 1975 jusqu'à la finale de 1976.
Pilipinas, Game KNB?, un jeu télévisé philippin utilise comme thème une adaptation de TSOP appelée Papayo Yowza.

## Classements internationaux
| Palmarès (1973-74)                        | Meilleure position |
| ----------------------------------------- | ------------------ |
| Afrique du Sud (Springbok Radio)          | 13                 |
| Allemagne (GfK Entertainment charts)      | 5                  |
| Australie (Kent Music Report)             | 12                 |
| Autriche (Ö3 Austria Top 40)              | 17                 |
| Belgique (Ultratop 50 Singles)            | 19                 |
| Canada (RPM Top Singles)                  | 1                  |
| Canada (RPM Adult Contemporary)           | 24                 |
| États-Unis (Billboard Hot 100)            | 1                  |
| États-Unis (Billboard Adult Contemporary) | 1                  |
| États-Unis (Billboard Hot Soul Singles)   | 1                  |
| États-Unis (Cash Box Top 100)             | 1                  |
| Nouvelle-Zélande (New Zealand Listener)   | 13                 |
| Pays-Bas (Single Top 100)                 | 18                 |
| Royaume-Uni (UK Singles Chart)            | 22                 |
| Suisse (Schweizer Hitparade)              | 3                  |

| Palmarès (1974)              | Rank |
| ---------------------------- | ---- |
| Australie                    | 90   |
| Canada                       | 14   |
| États-Unis Billboard Hot 100 | 7    |
| États-Unis Cash Box          | 17   |